# تپه دمیر پخت
تپه دمیر پخت مربوط به عصر آهن - دوره هخامنشی است و در شهرستان زنجان، بخش مرکزی، دهستان قلتوق، ۳/۱ کیلومتری شمال غرب روستای شیخ جابر واقع شده و این اثر در تاریخ ۲۶ اسفند ۱۳۸۷ با شمارهٔ ثبت ۲۵۹۵۰ به‌عنوان یکی از آثار ملی ایران به ثبت رسیده است.